# (33344) Madymesplé
1998 XN13 (asteroide 33344) é um asteroide da cintura principal. Possui uma excentricidade de 0.21575710 e uma inclinação de 5.16722º.
Este asteroide foi descoberto no dia 15 de dezembro de 1998 por ODAS em Caussols.